# Adenanthos dobagii
Adenanthos dobagii (лат.) — кустарник, вид рода Аденантос (Adenanthos) семейства Протейные (Proteaceae), эндемик Западной Австралии. Кустарник высотой до 50 см с небольшими густыми серебристыми листьями и мелкими розовыми или кремовыми цветками. Встречается только на юго-западе Австралии, где встречается в национальном парке Фицджералд-Ривер на южном побережье.

## Ботаническое описание
Adenanthos dobagii — небольшой открытый куст до полуметра в высоту. Листья, обычно собранные на концах ветвей, имеют длину от 8 до 20 мм и имеют глубокие выемки. Лист всегда с тремя основными пластинками, причём два внешних сегмента обычно делятся на две пластинки, в результате чего получается пять пластинок. Листья кажутся серебристыми, но это связано с густым опушением.
Цветки собраны группами по три на концах ветвей. Они бледно-розовые или кремовые, их длина составляет всего около 11 мм, что делает их самыми мелкими цветками в этом роде.
В целом этот вид похож по внешнему виду на A. flavidiflorus, но отличается более мелкими цветками и отсутствием лигнотубера.

## Таксономия
Ботанические образцы этого вида были собраны в 1972 и 1973 годах ирландским ботаником Эрнестом Чарльзом Нельсоном из окрестностей Куойн-Хед в национальном парке Фицджералд-Ривер на южном побережье Западной Австралии. Нельсон опубликовал вид в 1978 году в рамках всеобъемлющей таксономической ревизии рода. Видовой эпитет dobagii — от сокращённого названия кафедры биогеографии и геоморфологии Австралийского национального университета (англ. Department of Biogeography and Geomorphology — DoBaG), на котором Нельсон выполнял работу, лежащую в основе публикации.
Нельсон вслед за Джорджем Бентамом разделил Аденантос на две части, поместив A. dobagii в секцию Adenanthos sect. Adenanthos потому, что трубка околоцветника у него прямая и не вздута выше середины. Далее он разделил раздел на два подраздела, при этом A. dobagii был помещён в подраздел A. Adenanthos по причинам, включая длину околоцветника. Однако Нельсон отказался от собственных подразделов в своей трактовке аденантоса 1995 года для серии монографий «Флора Австралии».

## Распространение и местообитание
A. dobagii — эндемик Западной Австралии. Ареал, по-видимому, ограничен небольшой территорией в национальном парке Фицджералд-Ривер на южном побережье штата. Популяция, исчисляемое тысячами, простирается на расстояние около 10 км между Телеграф-Трек и Куойн-Хед; и есть также разбросанные растения вдоль побережья между Куойн-Хед и Марш-Бич. Всего существует семь популяций, включающих около 125 тыс. растений.
Растёт на песчаной почве в низинах у подножия холмов. Сообщается, что он растет в песчаной пустоши, на открытой долине и в невысоком смешанном кустарниковом сообществе из Allocasuarina humilis, Isopogon trilobus и Melaleuca pulchella, поросших осокой.

## Охранный статус
Из-за очень ограниченного ареала вид был объявлен редким в 1980 году, что обеспечило ему законодательную защиту в соответствии с Законом о сохранении дикой природы 1950 года. Впоследствии он был внесён в список находящихся под угрозой исчезновения в соответствии с Федеральным законом 1992 года о защите исчезающих видов, и этот список был сохранён после вступления в силу Закона об охране окружающей среды и сохранении биоразнообразия 1999 года. Говорят, что вид был «открыт заново» в 1998 году.
Основная угроза A. dobagii — лесные пожары. Другие потенциальные угрозы включают повреждение во время технического обслуживания путей и отмирание, вызванное Phytophthora cinnamomi, к которому кустарник восприимчив.
Международный союз охраны природы классифицирует природоохранный статус вида как «находящийся на грани полного исчезновения».

## Культивирование
Вид неизвестен в культуре, так как обладает ограниченной декоративностью. Считается, что он может использоваться в альпийских горках.